# 施佩森罗特
施佩森罗特是德国莱茵兰-普法尔茨州的一个市镇。总面积3.51平方公里，总人口143人，其中男性75人，女性68人（2011年12月31日），人口密度41人/平方公里。